# 正铌酸锂
正铌酸锂是一种无机化合物，化学式为Li3NbO4，它是锂的铌酸盐之一。它可由略过量的碳酸锂（或氢氧化锂）和五氧化二铌在银坩埚中加热800 °C反应得到，反应剩余的碳酸锂可由1% HCl（或HOAc）和水洗去。过氧铌酸锂（Li3[Nb(O2)4]·6H2O）的热分解也会得到正铌酸锂。它在1050 °C可以被一氧化铌还原，得到LiNbO2。